# Джамаат Табліг
Джамаат Табліг — це транснаціональний ісламський місіонерський рух Деобанд, який фокусується на тому, щоб закликати мусульман бути більш релігійними та заохочувати однодумців повернутися до сповідування своєї релігії згідно з ісламським пророком Мухаммедом, а також давати даву (покликання) немусульманам. За оцінками, має від 12 до 80 мільйонів прихильників у всьому світі в понад 150 країнах, більшість з яких проживає в Південній Азії.